# Óscar Chelle
Óscar Chelle – urugwajski piłkarz, napastnik.
Jako piłkarz klubu Montevideo Wanderers wziął udział w turnieju Copa América 1947, gdzie Urugwaj zajął trzecie miejsce. Chelle zagrał w trzech meczach – z Kolumbią (w 70 minucie zastąpił na boisku José Garcíę), Paragwajem (w 73 minucie zastąpił José Garcíę) i Argentyną (w 79 minucie zastąpił Nicolása Falero).
Chelle jest najlepszym strzelcem wszech czasów w klubie Wanderers – w 163 meczach zdobył 104 bramki.